# Sehetepibre
Sehetepibre Sewesekhtawy (cũng là Sehetepibre I hoặc Sehetepibre II tùy thuộc vào các học giả) là một vị pharaon Ai Cập thuộc vương triều thứ 13 trong giai đoạn đầu Thời kỳ Chuyển tiếp thứ Hai của Ai Cập. Ông có thể là vị vua thứ 5 hoặc thứ 10 của vương triều này.

## Vị trí trong biên niên sử
Vị trí của Sehetepibre Sewesekhtawy trong vương triều thứ 13 lại không hoàn toàn rõ ràng. Trong cuộn giấy cói Turin, một bản danh sách vua được biên soạn vào giai đoạn đầu thời đại Ramesses, có hai vị vua cùng được ghi lại với tên gọi "Sehetepibre", cả hai đều tại cột thứ 7 (mà chủ yếu liệt kê các vị vua thuộc vương triều thứ 13). Vị vua "Sehetepibre" đầu tiên xuất hiện như là vị vua thứ tư của vương triều này, và vị vua kia như là vị vua thứ 8. Do đó, vị trí chính xác trong biên niên sử của Sehetepibre Sewesekhtawy không thể được xác định chắc chắn nếu chỉ sử dụng cuộn giấy cói Turin. Theo các nhà Ai Cập học Kim Ryholt và Darrell Baker, Sehetepibre Sewesekhtawy thực tế là vị vua thứ 10 của vương triều này, trị vì trong vòng 2 năm từ năm 1783 TCN cho tới 1781 TCN. Họ tin rằng vị vua "Sehetepibre" đầu tiên là một kết quả sai sót từ sự sửa đổi sai lạc tên gọi của Hotepibre Qemau Siharnedjheritef. Họ còn đề xuất thêm rằng tác giả của bản danh sách này đã không tính tới cả hai vị vua, Nerikare và Ameny Qemau, do đó khiến cho Sehetepibre Sewesekhtawy bỗng dưng trở thành vị vua thứ 8 trong khi ông là vị vua thứ 10. Mặt khác, Detlef Franke và Jürgen von Beckerath lại xem Sehetepibre Sewesekhtawy như là vị vua "Sehetepibre" đầu tiên được ghi lại trên cuộn giấy cói Turin và do đó là vị vua thứ năm của vương triều này. Cả Franke và von Beckerath đều đồng nhất vị vua "Sehetepibre" thứ hai với Hotepibre Qemau Siharnedjheritef.

## Chứng thực
Trong suốt một thời gian dài, Sehetepibre chỉ được biết đến từ cuộn giấy cói Turin và từ một con dấu trụ lăn bằng lapis lazuli. Con dấu không rõ lai lịch này đã được một nhà sưu tập tư nhân mua tại Cairo và sau cùng bán lại nó vào năm 1926 cho bảo tàng Mỹ thuật Metropolitan, và hiện nó đang được trưng bày tại đây. Con dấu này có mang tên prenomen của Sehetepibre và nó được hiến dâng cho "Hathor, Công nương của [Byblos]". Con dấu này hơn nữa còn được khắc cùng với tên gọi được viết bằng chữ hình nêm của một vị tổng đốc Byblos có tên là Yakin-Ilu. Nhà khảo cổ học William F. Albright đã tạm thời đồng nhất Yakin-Ilu với một vị tổng đốc tên là Yakin, được chứng thực trên một tấm bia đá tìm thấy ở Byblos và miêu tả người con trai của ông ta, Yantinu, ngồi trên một ngai vàng kế bên đồ hình của Neferhotep I. Nếu giả thuyết của Albright là đúng, thì Sehetepibre sẽ cách Neferhotep I một thế hệ.
Sự chứng thực cùng thời chính của Sehetepibre là một tấm bia đá được công bố vào năm 1980 và được phát hiện trước đó tại Gebel Zeit, nằm bên bờ biển Đỏ, tại đây có các mỏ galena. Tấm bia này có mang tên của một vị vua Sehetepibre cũng như tên Horus là Sewesekhtawy. Tấm bia này cùng thời với triều đại của ông, củng cố hơn nữa cho sự tồn tại của vị vua này.
Ngoài ra, hai con dấu hình bọ hung được tìm thấy trong đống gạch vụn đến từ phía bắc khu nghĩa trang kim tự tháp tại el-Lisht có mang tên của Sehetepibre, chúng được viết mà không có đồ hình hoặc tước hiệu hoàng gia. Một đồ vật hình bọ hung gần giống hệt như vậy cũng đã được tìm thấy tại Tell el-ʿAjjul với bổi cảnh là giai đoạn trung kỳ Đồ Đồng (song song với thời kỳ Chuyển tiếp thứ Hai ở Ai Cập). Dẫu vậy những tham chiếu tới cùng một người như trên thì lại không chắc chắn.